# Bénaix
Bénaix település Franciaországban, Ariège megyében. Lakosainak száma 151 fő (2022. január 1.). Bénaix L’Aiguillon, Fougax-et-Barrineuf, Lavelanet, Montferrier, Montségur, Saint-Jean-d’Aigues-Vives és Villeneuve-d’Olmes községekkel határos.

## Népesség
A település népességének változása:
| Lakosok száma | 130  | 150  | 178  | 151  | 148  | 144  | 147  | 152  | 151  | 151  |
|               | 1968 | 1982 | 1990 | 2006 | 2013 | 2015 | 2017 | 2019 | 2020 | 2022 |